# 이상의날개 (밴드)
이상의날개는 대한민국의 포스트 록 밴드이다. 현재 문정민, 이충훈, 김태봉, 전민규로 구성되어 있으며, 현재까지 2장의 정규 음반 의식의흐름 (2016)과 희망과 절망의 경계 (2021)를 발매했다. 현재까지 한국대중음악상에서 2017년, 2022년에 최우수 모던 록 음반을 두 차례 수상했다.

## 경력
이상의날개는 2017년 결성되었으며, 전신 밴드는 듀오 밴드인 디튠드 라디오 (Detuned Radio)이다. 이후 추가로 멤버를 모집한 뒤, 밴드명을 날개로 지으려 했으나, 주위에서 이상의 날개를 언급하는 것을 들은 뒤 현재의 밴드명이 되었다. 2011년 EP 상실의 시대를 발매했고,. 2014년에는 EBS 스페이스 공감에서 이달의 헬로 루키로 선정되기도 했다.
2014년 첫 정규 음반 의식의흐름을 발매했다. 음반은 2017 한국대중음악상에 각각 최우수 모던 록 음반 및 올해의 음반에 후보로 지명되었고, 이 중 최우수 모던 록 음반 부문을 수상했다. 2017년에는 다자이 오사무의 소설 인간 실격에서 영향을 받은 싱글 인간실격을 발매했다.
2021년 그들은 2집 정규 음반 희망과 절망의 경계를 발매했다. 음악취향Y의 유성은은 이 음반의 트랙 중 하나인 스무살을 두고 "시간의 흐름과 상실의 정서에 대한 줄기를 놓지 않고 이상의날개만이 할 수 있는 서술을 흔들림없이 전개해 나가는 신념을 느낄수 있는 곡"이라고 표현했으며, 이 트랙은 한국대중음악상에서 최우수 모던 록 노래 부문에 후보로 지명되었다. 그리고 음반은 최우수 모던 록 음반 부문을 수상했다.

## 음반 목록

### 정규 음반
- 의식의흐름 (2016)
- 희망과 절망의 경계 (2021)

### EP
- 상실의시대 (2011)
- 너와 나의 이야기 (2013)